# Sportvereinigung Ried
El SV Ried, llamado SV Guntamatic Ried por razones de patrocinio, es un equipo de fútbol de Austria, situado en la localidad de Ried im Innkreis. Juega en la Bundesliga de Austria, la primera competición futbolística del país.
Por motivos de patrocinio, el equipo se llama actualmente SV Guntamatic Ried, tomando el nombre de una empresa de decoración.

## Historia
El club nace el 5 de mayo de 1912 con el nombre Sportvereinigung Ried, y juega en campeonatos regionales de su provincia, Alta Austria, hasta que logra ascender por primera vez a la Segunda División de Austria (actual 2.Liga) en 1991.
En 1995 el equipo logra alcanzar la Bundesliga austriaca por primera vez en su historia. Durante todos esos años el equipo fue adquiriendo prestigio nacional, llegando a su punto más alto cuando lograron hacerse con la Copa de Austria en 1998 ante el Sturm Graz. Se mantienen con altibajos hasta 2003, cuando desciende de categoría.
En 2005 vuelve a la máxima categoría. En la temporada 2006-07 lograron su mejor puesto con Helmut Kraft como entrenador, y con una racha a final de temporada de 12 partidos sin perder lograron posicionarse en segundo lugar.

### Competiciones europeas
SV Ried ha llegado a jugar en varios torneos europeos como la Recopa, Copa de la UEFA e Intertoto. Su mayor logro en Europa fue llegar a la segunda ronda de la Recopa en la temporada 1998-99, cayendo finalmente frente al Maccabi Haifa de Israel.

## Uniforme
- Uniforme titular: Camiseta verde, pantalón negro y medias negras.
- Uniforme alternativo: Camiseta negra, pantalón blanco y medias blancas.

## Estadio
El SV Ried juega sus partidos como local en Josko Arena, un campo con capacidad para 7300 personas y hierba natural. El campo fue inaugurado en el año 2003. Las gradas están completamente cubiertas. 
El estadio cuenta con un área vip con 500 asientos y se modernizó en 2013, así como un área de prensa que incluye una sala de conferencias de prensa con conexión a internet de fibra óptica. El sector visitante tiene una capacidad de unos 600 espectadores.
El nuevo Fussl Wikinger Corner ofrece un ambiente especial desde la temporada 2016/17, porque es un sector familiar libre de humo y pueden disfrutar de una oferta gastronómica especial con comidas y bebidas aptas para niños.

## Palmarés

### Nacional
- Copa de Austria (2): 1998, 2011
- Campeón de Otoño (2): 2010, 2011
- Segunda Liga de Austria (3): 2005, 2020, 2025

### Internacional
- Copa Intertoto de la UEFA (1): 2006

## Participación en competiciones de la UEFA
| Temporada | Torneo                | Ronda            | Club              | Casa | Visita | Global  |
| --------- | --------------------- | ---------------- | ----------------- | ---- | ------ | ------- |
| 1996      | UEFA Intertoto Cup    | Grupo 4          | Zaglebie Lubin    |      | 1–2    |         |
| 1996      | UEFA Intertoto Cup    | Grupo 4          | Silkeborg IF      | 0–3  |        |         |
| 1996      | UEFA Intertoto Cup    | Grupo 4          | Conwy United      |      | 2–1    |         |
| 1996      | UEFA Intertoto Cup    | Grupo 4          | RSC Charleroi     | 1–3  |        |         |
| 1997      | UEFA Intertoto Cup    | Grupo 12         | Iraklis           | 3–1  |        |         |
| 1997      | UEFA Intertoto Cup    | Grupo 12         | Floriana          |      | 2–1    |         |
| 1997      | UEFA Intertoto Cup    | Grupo 12         | Merani-91 Tbilisi | 1–3  |        |         |
| 1997      | UEFA Intertoto Cup    | Grupo 12         | Torpedo Moscú     |      | 0–2    |         |
| 1998/99   | UEFA Cup Winners' Cup | 1                | MTK               | 2–0  | 1–0    | 3–0     |
| 1998/99   | UEFA Cup Winners' Cup | 2                | Maccabi Haifa     | 2–1  | 1–4    | 3–5     |
| 2001      | UEFA Intertoto Cup    | 1                | WIT               | 2–1  | 0–1    | 2–2     |
| 2006      | UEFA Intertoto Cup    | 2                | Dinamo Tbilisi    | 3–1  | 1–0    | 4–1     |
| 2006      | UEFA Intertoto Cup    | 3                | FC Tiraspol       | 3–1  | 1–1    | 4–2     |
| 2006/07   | UEFA Cup              | Clasificatoria 2 | Sion              | 0–0  | 0–1    | 0–1     |
| 2007/08   | UEFA Cup              | Clasificatoria 1 | PFC Neftchi       | 3–1  | 1–2    | 4–3     |
| 2007/08   | UEFA Cup              | Clasificatoria 2 | Sion              | 1–1  | 0–3    | 1–4     |
| 2011/12   | Europa League         | Clasificatoria 3 | Brøndby IF        | 2–0  | 2–4    | 4–4     |
| 2011/12   | Europa League         | Play-Off         | PSV               | 0–0  | 0–5    | 0–5     |
| 2012/13   | Europa League         | Clasificatoria 2 | Shakhtyor         | 0–0  | 1–1    | 1–1 (a) |
| 2012/13   | Europa League         | Clasificatoria 3 | Legia Varsovia    | 2–1  | 1–3    | 3–4     |

## Curiosidades
- En las 2 primeras ocasiones que han participado en la Copa de la UEFA fueron eliminados por el mismo equipo, el FC Sion suizo.

## Números retirados
27 -  Sanel Kuljić, DEL (2003–06)